# Pete Sanstol
Peter Olai Sandstøl (28. marts 1905 i Moi – 13. marts 1982 i USA) var en norsk bokser. Han blev kvartmester i vægtklassen fluevægt i NM 1923 og vandt en guldmedalje i vægtklassen bantamvægt i NM 1925, begge gange for Christiania Turnforenings Idrætsparti.
Han startede sin boksekarriere i efteråret 1921 i SIF og flyttede med forældrene til Kristiania i sommeren 1922 hvor han startede i Turnf. I 1925 stoppede 
Turnf. med at organisere boksning og han skiftede over til OAK. Her sluttede han sin amatørkarriere med to sejre i et internationalt stævne arrangeret af OAK den 10. og 11. april 1926.
Han habde bestemt sig for at afslutte boksekarrieren, men blev overtalt af Georg Antonius Brustad til at bokse en proff-kamp ved Den Private Boxeklubs stevne i Cirkus søndag den 2. maj 1926. Han englænderen ud Bert Gallard allerede i første runde og dermed var hans professionelle karriere i gang.
Efter et ophold i Tyskland og i Frankrig drog han i sommeren 1927 til USA hvor han skiftede navn til 
Pete Sanstol. Med sine 112 kampe (98 sejre, 6 tab og 8 uafgjorte) er han tidernes mest succesrige professionelle norske bokser.